# Piranga écarlate
Piranga olivacea
Espèce
Répartition géographique
- aire de nidification
- voie migratoire
- zone d'hivernage

Statut de conservation UICN

 LC  : Préoccupation mineure
Le Piranga écarlate (Piranga olivacea), anciennement Tangara écarlate, est une espèce de passereaux de la famille des Cardinalidae qui était auparavant placée dans la famille des Thraupidae.

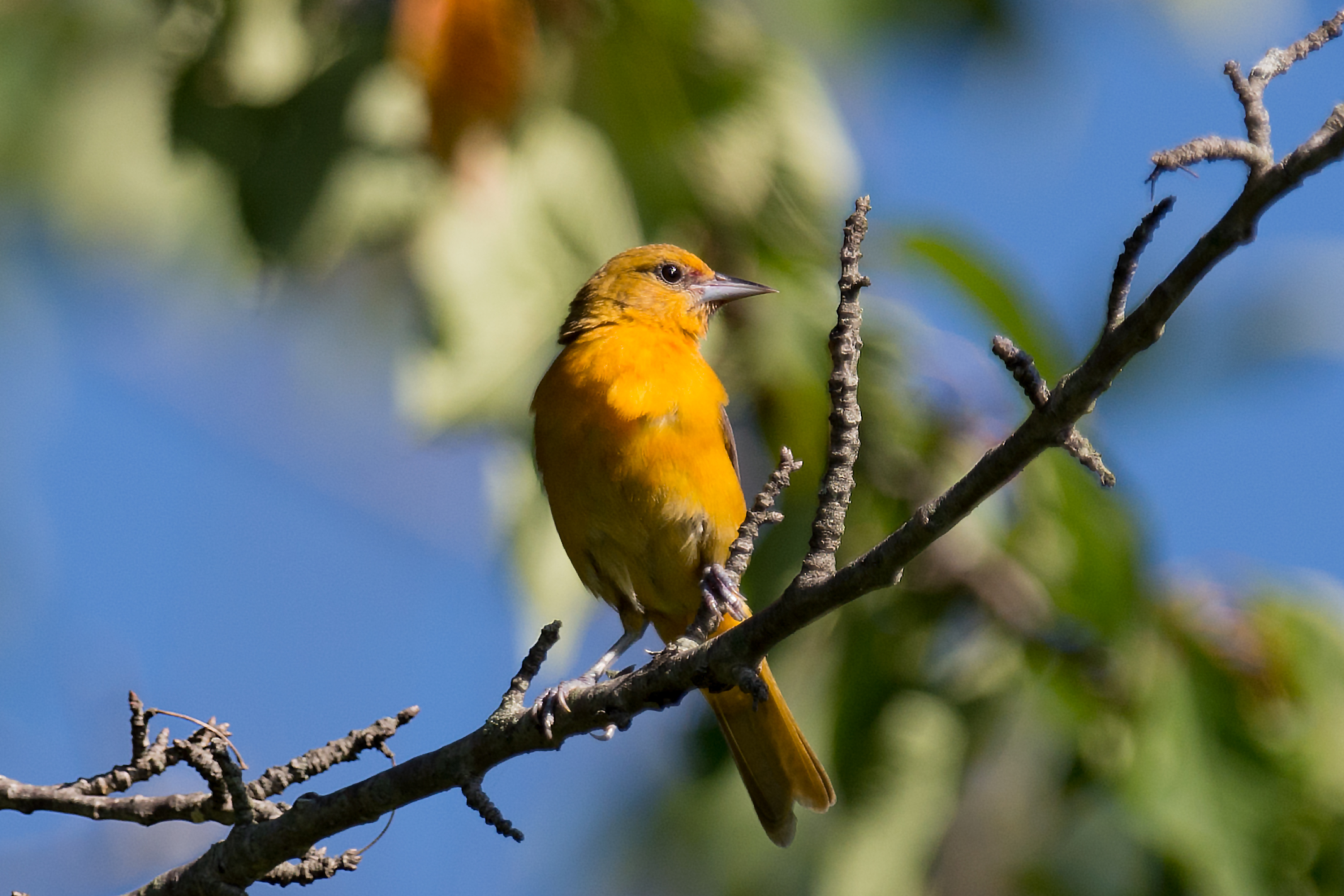
femelle

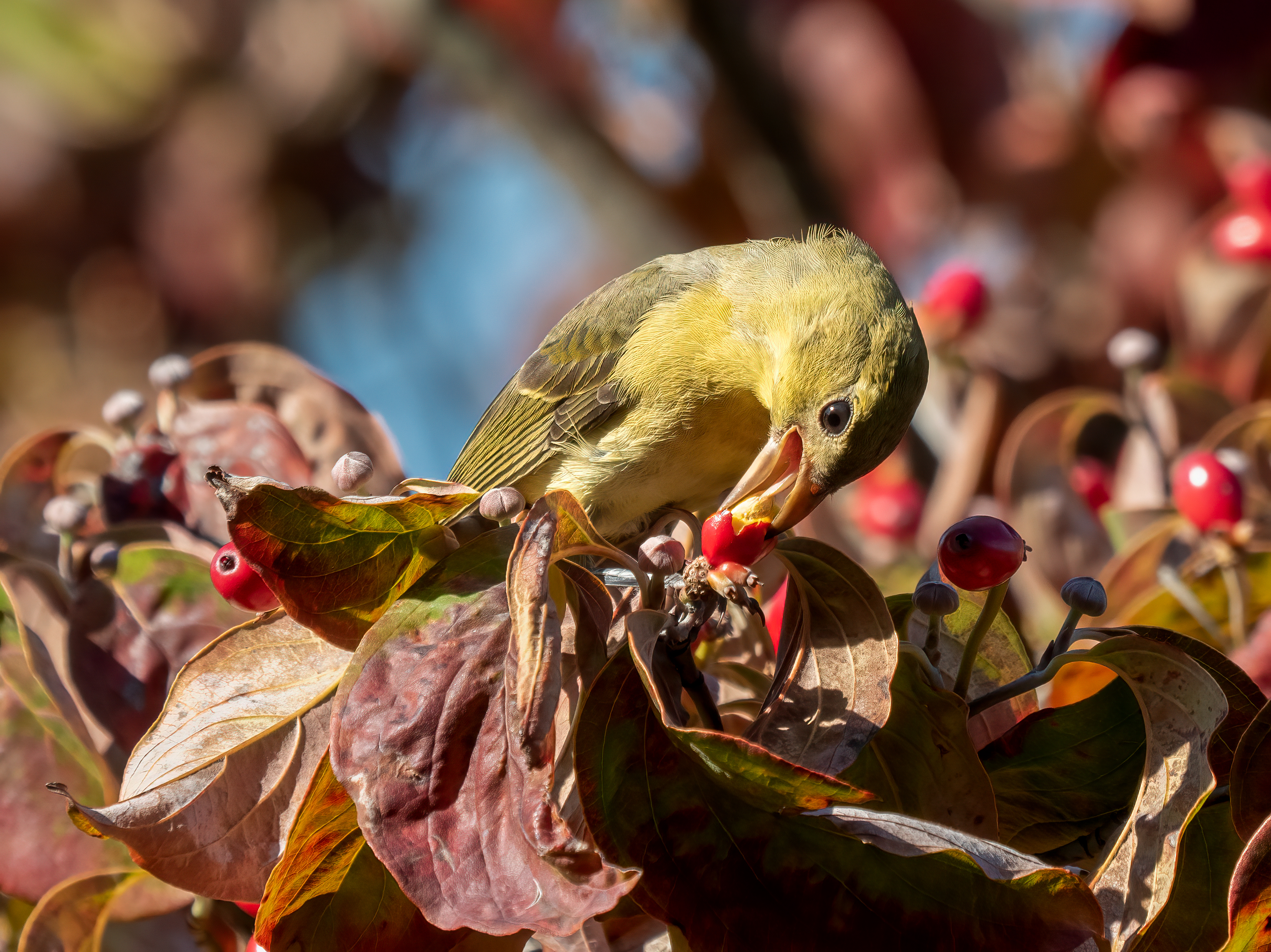
Autre femelle de piranga écarlate dans un cornus (plante) en fleurs au cimetière de Green-Wood, New York. Octobre 2021.